# Михайлівський замок
Миха́йлівський за́мок (рос. Михайловский замок; нім. Michaelsburg) — палац у Росії, в центрі Санкт-Петербурга. Розташований за адресою Садова вулиця 2. Збудований у 1796—1801 роках за наказом російського імператора Павла I як його резиденція. Створений як замок на воді. Став місцем убивства імператора. Найбільший архітектурний пам'ятник, що завершує історію петербурзької архітектури XVIII сторіччя. Інша назва — Інженерний замок (рос. Инженерный замок).

## Назва
Своєю назвою Михайлівський замок зобов'язаний розміщенному в ньому храму Михайла Архангела, покровителя будинку Романових, й бажанням Павла I називати всі свої палаци «замками» за причиною його титулу Великого магістра Мальтійського ордена, Друге назва — «Інженерний замок» походить від розташованого там з 1819 року Головного інженерного училища.
Ряд мемуаристів стверджує, що назва пов'язана з появою Архангела Михаїла або його посланника вартовому солдату на місці, де згодом було зведено замок. Принаймні, саме так сучасники інтерпретували настійні вимоги государя називати замок «Михайлівським» відразу після закладки. Не виключено, що легенда про бачення поширювалася імператором свідомо для того, щоб обґрунтувати вельми сумнівну необхідність термінового зведення нової резиденції наказом святого.
Єдиний відомий випадок в історії російської архітектури, коли світська архітектурна споруда було названа не на честь власника, територією або призначенням, але на честь святого.

## Будівництво
Загальний задум створення замку і перші ескізи його планування належали самому Павлу. Робота над проектом майбутньої резиденції почалася ще в 1784 році, коли він був великим князем. В процесі проектування, що тривало майже 12 років, він звертався до різних архітектурних зразків, побаченим під час закордонної подорожі 1781—1782 років. Одним з можливих місць зведення нового палацу називалася Гатчина. До моменту початку будівництва папка проектів імператора налічувала 13 різних варіантів майбутнього палацу.
Указ про будівництво замку — багаторічної мрії, було видано в перший місяць царювання Павла I, 28 листопада 1796 року: «для постійного государева помешкання будувати з поспіхом новий неприступний палац-замок. Стояти йому на місці застарілого Літнього будинку».
Палац цей займає місце, на якому колись стояв Літній палац, побудований Петром Великим в 1711 році, при злитті Мойки з Фонтанкою.
Будівля зведена на місці дерев'яного Літнього палацу Єлизавети Петрівни, створеного архітектором Франческо Растреллі, де 20 вересня (1 жовтня) 1754 року велика княгиня Катерина Олексіївна народила великого князя Павла Петровича й де під час Палацового перевороту 1762 року була проголошена імператрицею його мати.

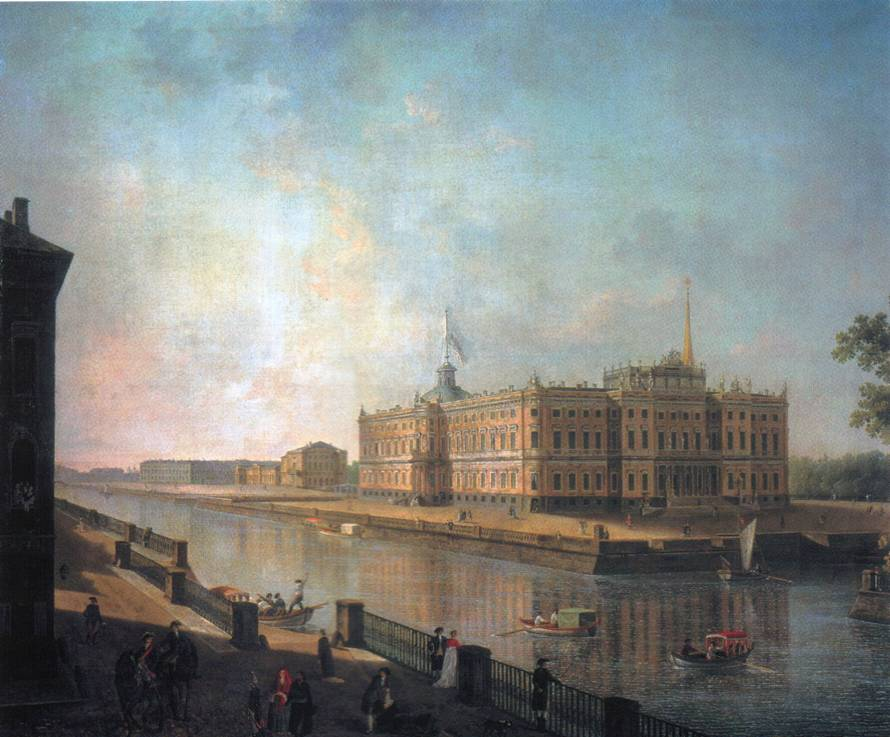
Федір Алексєєв. Вид на Михайлівський замок з боку Фонтанки

Замок було побудовано у 1797—1801 роках, його перший камінь закладено 26 февраля (9 марта) 1797 року. У підсумку проект палацу був виконаний архітектором Всилем Баженовим за дорученням імператора Павла I, що бажав зробити його своєю головною парадною резиденцією. Будівництвом керував архітектор Вінченцо Бренна (який довгий час помилково вважався автором проекту). Бренна переробив початковий проект палацу й створив художню обробку його інтер'єрів.

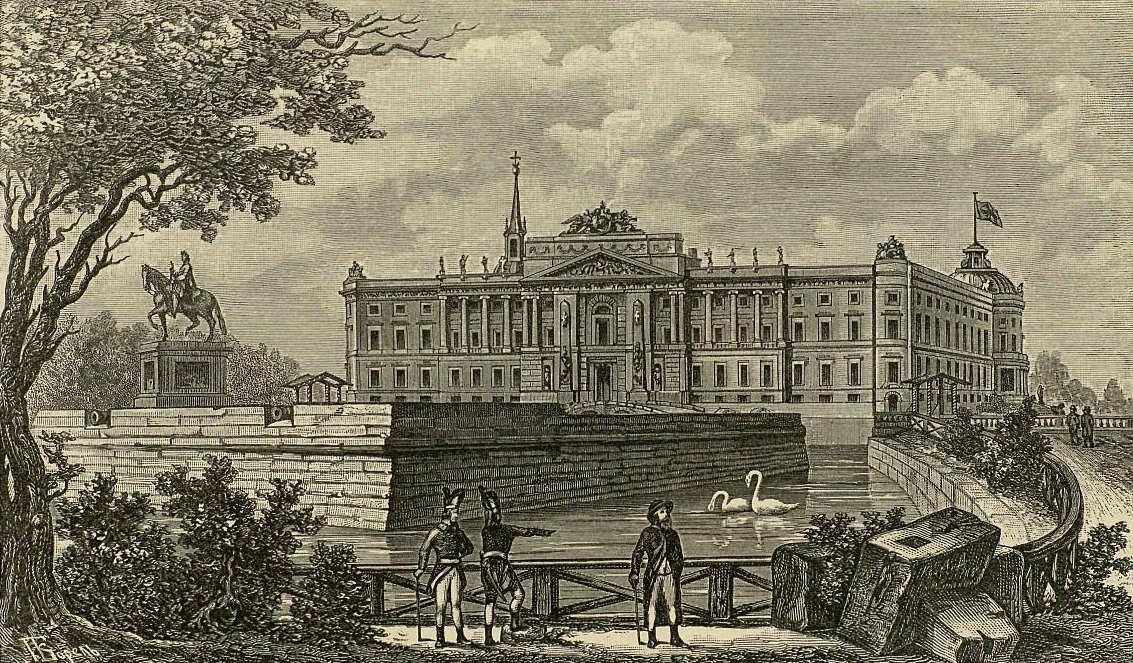
Вигляд Михайлівського замку у 1800—1801 рр.

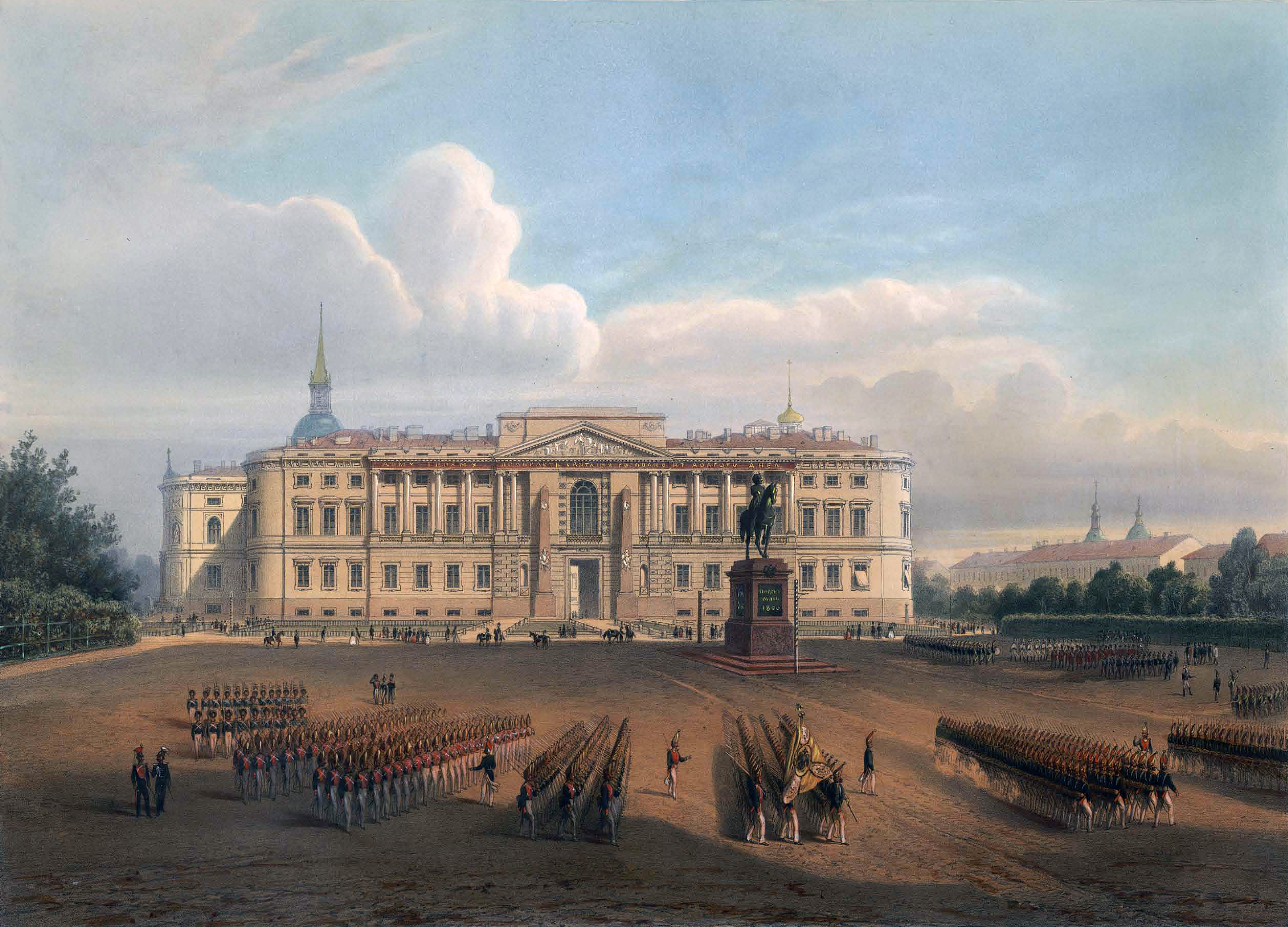
Михайлівський замок у 1850-х роках

Крім Баженова й Бренна у створенні проекту брав участь сам імператор, який склав кілька малюнків для нього. У помічниках Бренна також значилися Федір Свиньїн й Карло Россі. Павло I прискорював будівництво, Вінченцо Бренна отримав чин статського радника, йому в допомогу спрямовані Чарльз Камерон і Джакомо Кваренгі. Крім того, разом з Бренна працювали Є. Соколов, І. Гірш й Григорій Пильников, а ще на стадії створення проекту Павло залучав Анрі Віольє. Для прискорення робіт були перекинуті будівельні матеріали з інших будівництв: декоративний камінь, колони, фризи і скульптури з Царського Села й Академії мистецтв (були розібрані кілька павільйонів у Царському Селі й палац у Пеллі); з будівництва Ісаакіївського собору за проектом Рінальді — мармур, в тому числі фриз з написом, який помістили над головними воротами; з Таврійського палацу — набірний паркет.
За розпорядженням імператора будівництво велося вдень і вночі (при світлі ліхтарів і смолоскипів), так як він вимагав відбудувати замок начорно у той же рік. Число робітників, що працювали на будівництві, доходила до 6 тисяч одночасно
8 (20) ноября 1800 року, у день святого Архангела Михаїла, замок було урочисто освячено, але роботи по його внутрішньому оздобленню ще тривали до березня 1801 року.
Після вбивства імператора, через 40 днів після новосілля, Михайлівський замок було покинуто Романовими й на два десятиліття прийшов в запустіння. Коли Олександру I знадобилося срібло для розкішного сервізу весільного подарунка сестрі Ганні Павлівні, королеві Нідерландів, на переплавку пішли срібні врата з Михайлівської палацової церкви. Микола I наказав архітекторам «добувати» у палаці мармур для побудови Нового Ермітажу.
У 1819 році замок зайняло Головне інженерне училище, від якого пішла його друга назва — «Інженерний». У приміщенні імператорської спальні, де було вбито Павла I, в 1858 році за вказівкою імператора Олександра II була освячена церква св. первоверховних апостолів Петра і Павла.
У 1820 році Карло Россі перепланував територію навколо замку. Підйомні мости були прибрані, а канали засипані. У наступні роки замок поступово втрачав первозданний вигляд. Керував перебудовою тоді Томмазо Адаміні. У 1829—1835 роки була проведена перебудова і перепланування інтер'єрів для потреб інженерного училища (архітектор Олександром Андрєєв). У 1893—1894 роках замок перебудовувався архітектором Миколою Шевяковим.
З 1918 по 1941 і з 1945 в замку розміщується військово-інженерна школа (Ленінградське військово-інженерне училище). Під час німецько-радянської війни (1941—1945 рр) в Михайлівському замку розташовувався шпиталь. У 1951 році в замок на час проведення ремонту і реставрації в Головному адміралтействі переведені кораблебудівний і особливий факультети військово-морського інженерного училища ім. Дзержинського. З 1957 року по даний час в замку розташовується Центральна військово-морська бібліотека. У 1960 році військове відомство звільнило (за винятком ЦВМБ) замок, що було передано Ленінградській Раді народного господарства для розміщення технологічних інститутів. Основним орендарем стало Центральне Бюро технічної інформації Ленінграда (ЦБТІ). У 1980-х у замку розташовувалися Ленінградський Центр науково-технічної інформації (ЛенЦНТІ), Ленінградська філія Всесоюзного науково-дослідного інституту технічної естетики (ВНДІТЕ), Всесоюзний проектний інститут «ДіпроНДІнеметаллоруд», Ленінградський державний інститут по проектуванню заводів енергетичного машинобудування «Лендепроэнергомаш», ЛПО обчислювальної техніки та інформатики, СКБ «Індикатор».
У 1988 році орендарі почали поступово звільняти приміщення замку. Через використання різними установами різних відомств протягом довгого часу, стан замку залишав бажати кращого: палацові зали були перегороджені вздовж і впоперек, плафони і розписи на стінах — грубо зафарбовані.
У 1991 році третина приміщень замку була передана Державному Російському музею, а всі будівлі (за винятком приміщень бібліотеки ВМФ) передано в розпорядження музею в 1994 році. До 300-річного ювілею міста замок було відреставровано, відновлено багато інтер'єрів у вигляді, в якому були за імператора Павла І, а також напис на фасаді (раніше закритий листовим залізом) і статуї з боку Літнього саду. Були реконструйовані й відкриті фрагменти Воскресенського каналу й Трьопрогінного мосту, що збереглися під землею — частина інженерно-фортифікаційних споруд, що оточували замок. Урочисте відкриття Михайлівського замку відбулося 27 травня 2003 року.
У залах замку відкриті постійні експозиції — «Античні сюжети в російській мистецтві», «Епоха Ренесансу в творчості російських художників», «Історія замку і його мешканців» і «Відкритий фонд скульптури».

## Опис

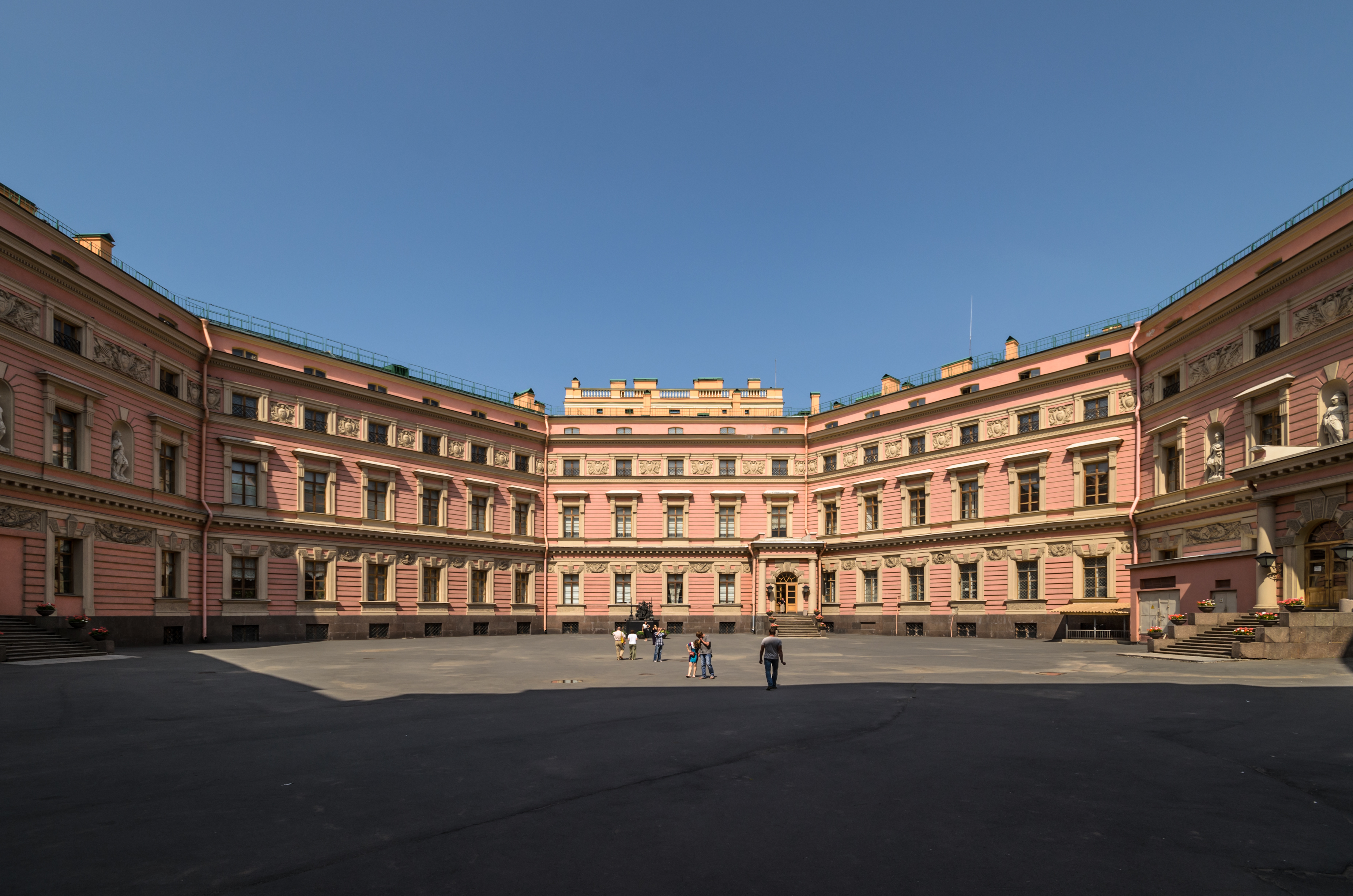
Великий двір замку

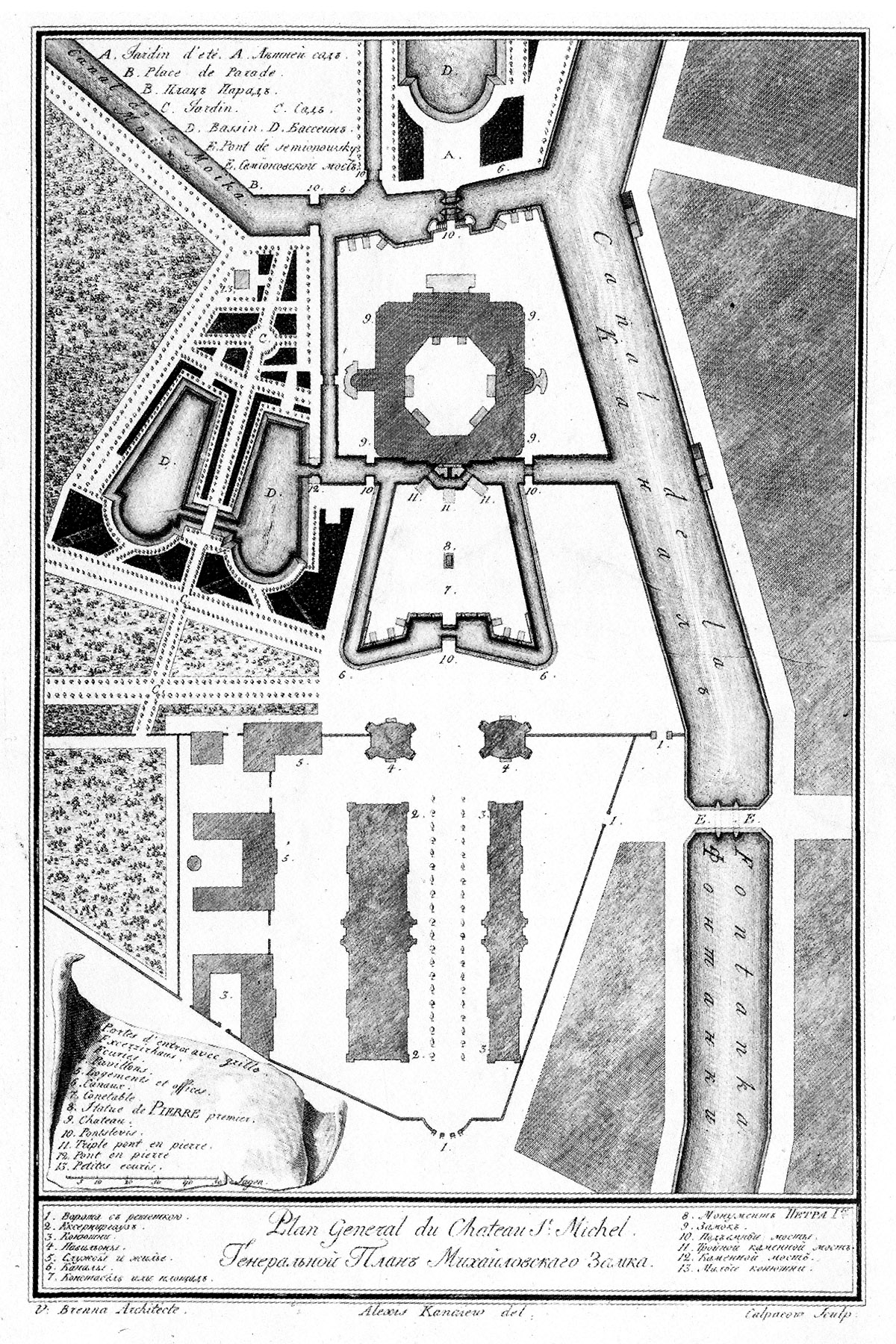
Генеральний план, малюнок В. Бренна

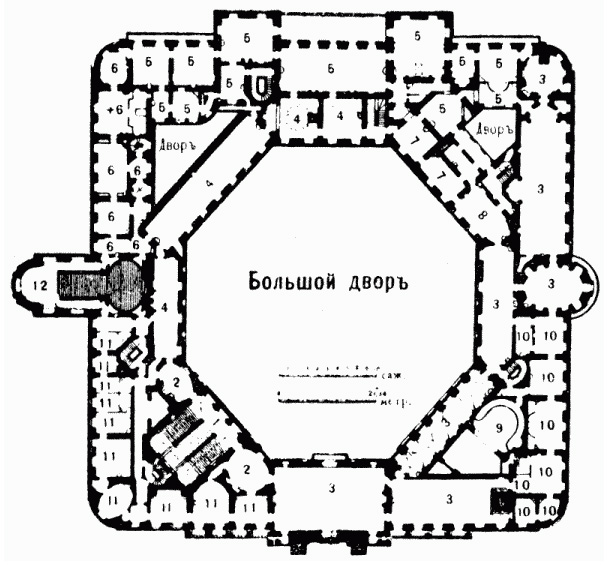
План замку

В плані замок являє квадрат із заокругленими кутами, всередину якого вписаний центральний восьмикутний парадний внутрішній двір. Головний в'їзд у замок розташовано з півдня. Три розташованих під кутом мости з'єднували будинок з площею, що розташована перед ним. Через рів з водою, що оточував площу Коннетабля з пам'ятником Петру I у центрі, було перекинуто дерев'яний підйомний міст, по обидва боки якого стояли гармати. За пам'ятником — рів й три мости, причому середній міст призначався тільки для імператорської родини та іноземних послів і вів до головного входу. «Російський імператор, задумуючи його зведення, відштовхувався від поширеної в європейських столицях схеми побудови прямокутного в плані замку з прямокутним ж внутрішнім двором і круглими кутовими вежами».
Будівля розташована біля витоку річки Мойки з Фонтанки. Спочатку вона була з усіх боків оточена водою: з півночі і сходу річки Мойка й Фонтанка, а з півдня й заходу канали Церковний й Вознесенський (тепер засипані) відокремлювали замок від решти міста, перетворюючи територію замку на штучний острів. Потрапити до нього можна було лише через мости, що охоронялися вартовими.
Підхід до будівлі починався від Італійської вулиці через потрійні напівциркульні ворота, середній проїзд яких призначався лише для членів імператорської родини. За ними знаходилася широка пряма алея, по якій були побудовані будівлі стаєнь і манежу (екзерциргауз). Вона закінчувалася у триповерхових павільйонів кордегардій, за якими починалися передзамкові укріплення.
В комплекс споруд замку входили:
- Палац

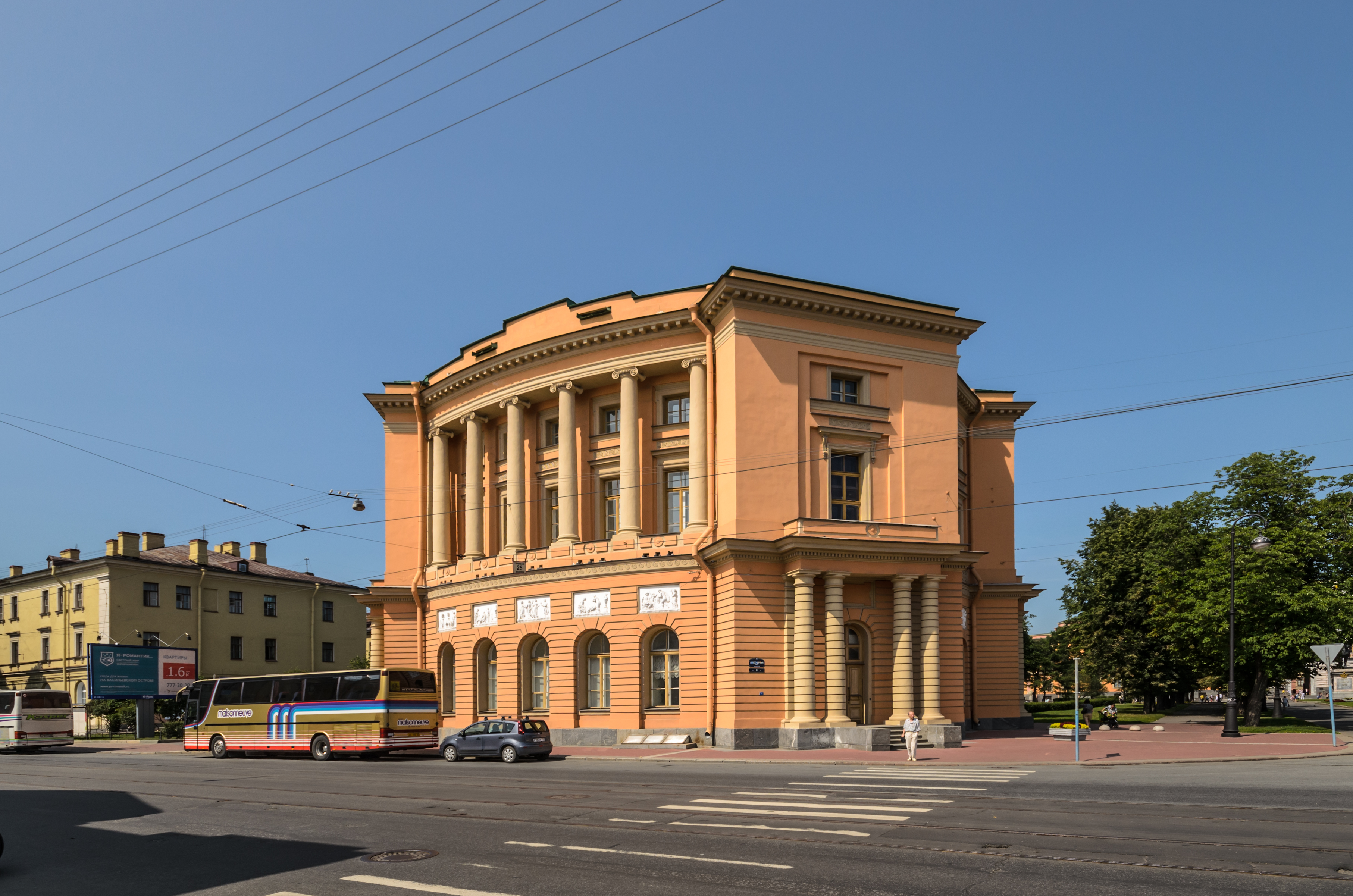
Кордегардія Михайлівського замку

- Воскресенський канал (засипаний, відновлена частина під Трехчастным мостом)
- Тричастинний міст
- Горнверк, на якому було встановлено пам'ятник Петру I (сучасна площа Петра Великого, раніше площа Коннетабля)
- Кленова вулиця
- Два павільйони Кордегардій Михайлівського замку

Архітектура палацу характерна для Санкт-Петербурга XVIII сторіччя. Суворою витонченістю свого стилю замок швидше нагадує середньовічну фортецю, він є єдиним в Росії палацовим спорудою «замок на воді» в стилі романтичного класицизму. «Своєрідний вигляд цього будинку, що поєднує в собі суперечливі архітектурні тенденції та стилістичні прийоми, ставить його осібно в загальному руслі розвитку російського класицизму. Однак саме Михайлівський замок сприймається як найбільш виразний символ павлівської доби. У його зовнішності виразно втілилися художні смаки і своєрідність особистості власника і головного творця — імператора Павла I»
Щоб підкреслити, що Росія — велика морська держава, замок було оточено з усіх боків ровами з водою, підйомними мостами, брустверами, чавунними ґратами. Воскресенський канал, що отримав свою назву від головних замкових воріт, проходив в безпосередній близькості від головного фасаду. Завдяки цьому складалося враження, ніби замок піднімається з води. Поруч з замком було зведено освячений одночасно з замком пам'ятник Петру I — творцеві морської сили імперії. З півдня по сторонам Воскресенських воріт поміщені високі гранітні обеліски, прикрашені військовими обладунками. В нішах біля обелісків колись розташовувалися статуї Аполлона Бельведерського і Діани (нині вони перебувають у Літньому саду). Через Воскресенські ворота по підйомному мосту можна було потрапити на парадний двір. Але через Вознесенські ворота в'їжджати дозволялося тільки імператору, членам його сім'ї та іноземним послам. Всупереч чуткам про манії переслідування імператора вільний безкоштовний доступ в резиденцію через інші ворота було відкрито для всіх його підданих — мешканців Петербурга, для того щоб вони могли ознайомитися з творами мистецтва, стилем, модою, та копіювати їх.
Західний (церковний) фасад замку виглядав найбільш ошатно. Він був прикрашений декоративним ліпним карнизом і алегоричними скульптурами Віри і Надії. На місці вікон 3-го поверху, яких за Павла були відсутні, розташовувалися виконані з білого каррарського мармуру медальйони із зображеннями чотирьох євангелістів (Івана, Луки, Матвія та Марка). Зараз ці зображення розташовані на внутрішніх стінах храму.
Аттик завершувався мармуровими скульптурами святих апостолів Петра і Павла роботи П. Тріскорні, тепер встановленими перед головним фасадом лютеранської церкви святих апостолів Петра і Павла на Невському проспекті, і визолоченним хрестом.
«Центральна частина південного фасаду контрастно виділена піднятим на високий цокольний поверх портиком з чотирьох здвоєних іонічних колон червоного мармуру з пишним скульптурним фронтоном і аттиком над ним». Його прикрасив барельєф «Історія заносить на свої скрижалі славу Росії», виконаний скульптором П. Стаджі. Також на цьому фасаді була розташована змінена біблійна цитата (спочатку віднесена до Бога, а не до монарха) — Дому твоєму належить святість для Господа в довготу днів. «Підкреслено монументальний, репрезентативний головний південний фасад. Урочистий стрій його колон і гігантські обеліски нагадують колонаду Лувру і ворота Сен-Дені в Парижі».
«Протилежний головному північний фасад, звернений до Літнього саду, розроблений як парковий. У його центрі розташована широка прикрашена скульптурою сходи, що ведуть в лоджію входу з парної мармурової колонадою тосканського ордера, що підтримує терасу. Фасад завершено багато декорованим аттиком». Відкриту терасу цього фасаду підтримує мармурова колонада, використана і широкі сходи, прикрашена статуями Геркулеса і Флори.
«Західний і східний фасади, згідно з проектом Баженова, були трактовані однотипно як підлеглі». У бік Садової вулиці виступає фасад палацової церкви, яка увінчана типово петербурзьким шпилем.
Історики мистецтва відзначають успіх архітектора, який зумів впоратися зі складним завданням
| Західний фасад із виступаючою апсидою церкви | Південний (головний) фасад | Східний фасад | Північний фасад (вигляд з боку Літнього саду) |

### Приміщення замку

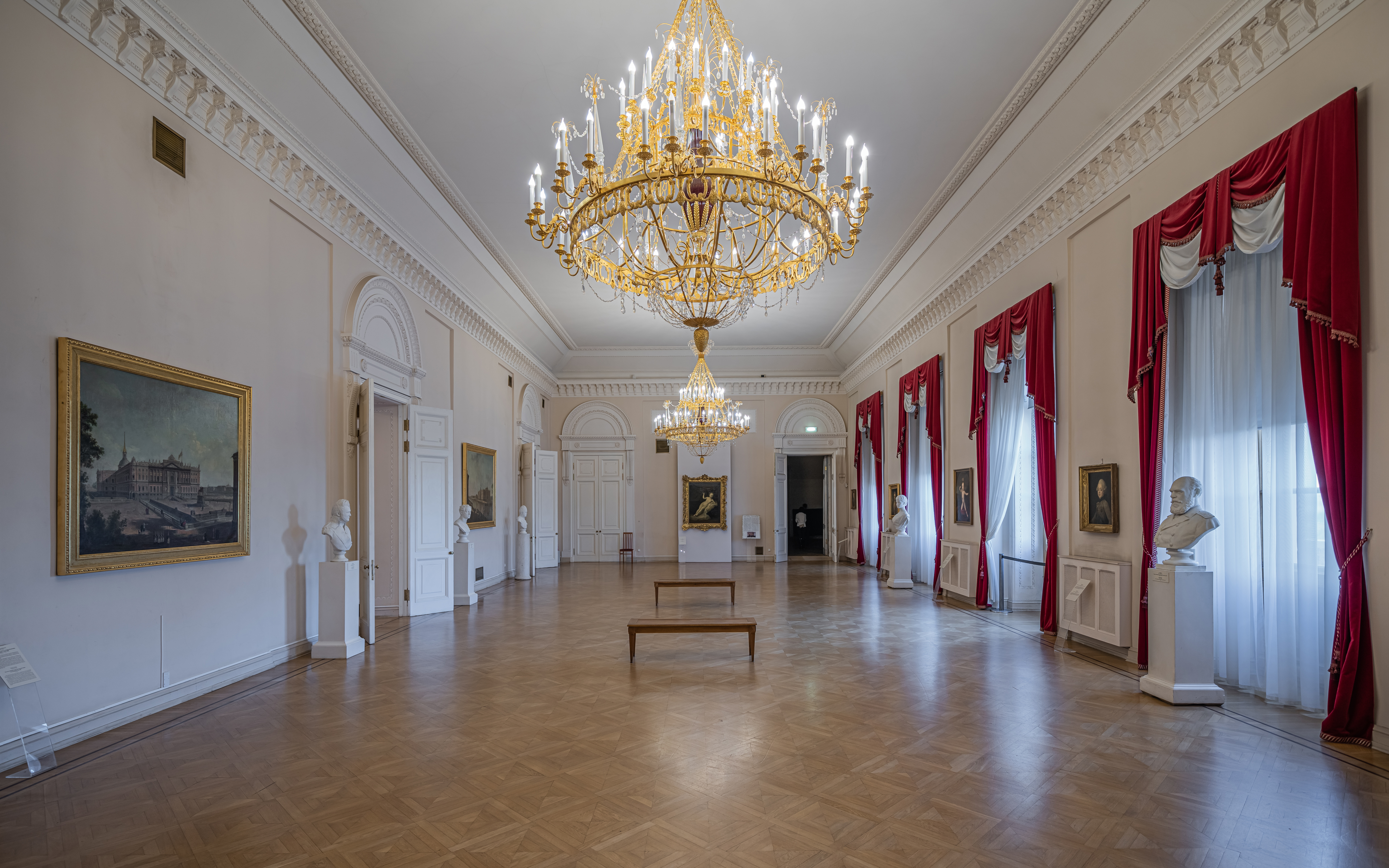
Загальна Столова зала

- Загальна Столова зала входила до анфілади парадних покоїв імператриці Марії Федорівни. Його обробка була здійснена за проектом архітектора Вінченцо Бренни у 1799—1801 рр. з використанням 2 люстр на п'ятдесят свічок, виконані за малюнками Джакомо Кваренгі і призначалися спочатку для Георгіївської зали Зимового палацу і двох камінів з сибірського порфіру. У середині XIX сторіччя Загальна Столова Зала розділена на три самостійні приміщення, в яких розташовувалися класи Головного Інженерного училища. В процесі проведення реставраційних робіт 2002—2003 років відновлено первісний об'єм цієї зали[19].

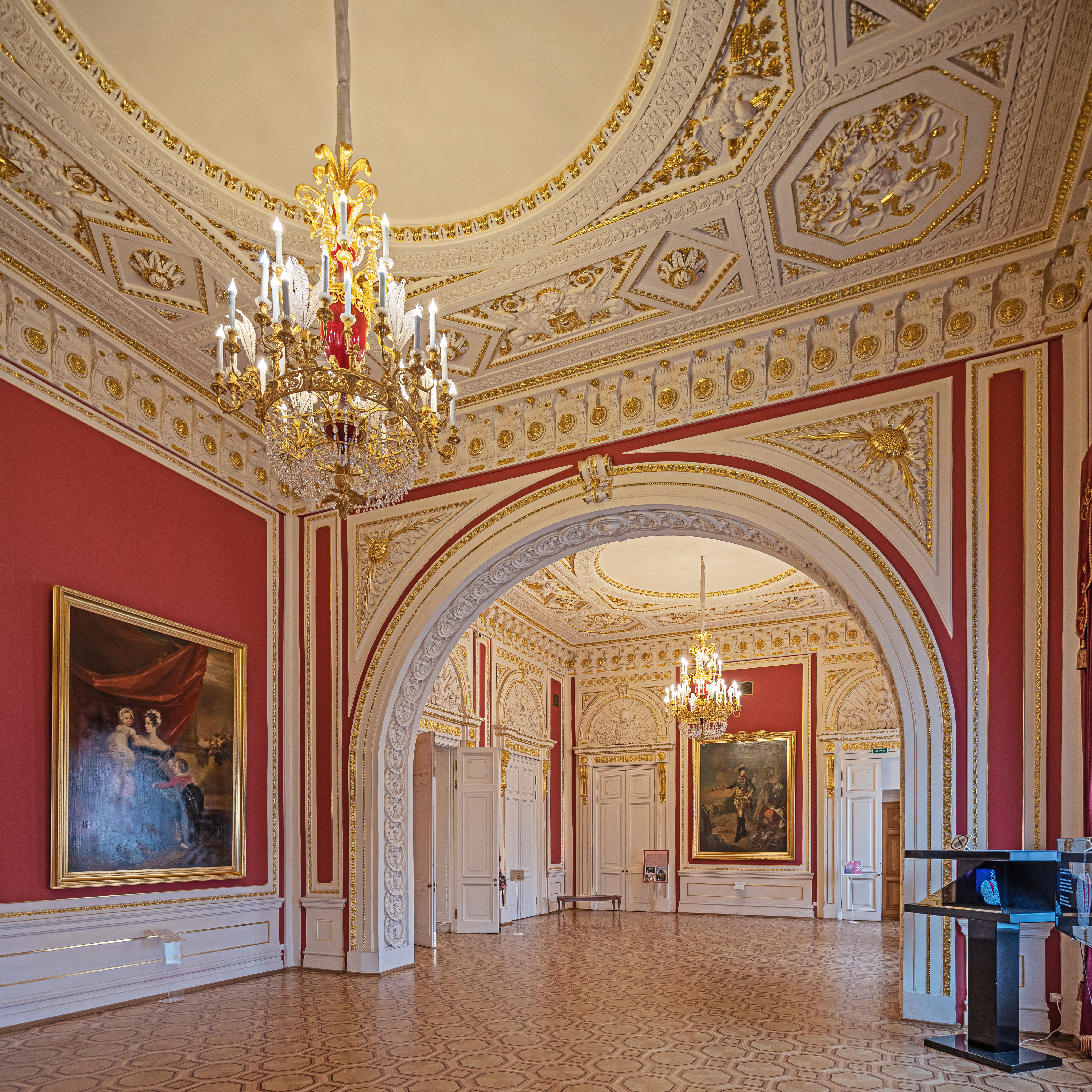
Тронна зала імператриці Марії Федорівни

- Тронна імператриці Марії Федорівни була виконана за проектом Вінченцо Бренни у 1799—1801 рр. Стіни приміщення, в якому стояв трон, були затягнуті малиновим оксамитом. У центрі стелі в оточенні частково визолоченного та розфарбованого ліплення містився плафон «Суд Паріса» роботи художника Я. Меттенлейтера, в алегоричній формі прославлявший красу господині замку. В 1859 році за проектом К. А. Ухтомського у східній стіні зали (біля якої колись розміщувався трон), була влаштована напівциркульна арка, що об'єднала колишні Тронна й Предтронна кімнати імператриці, в яких влаштували Модельна зала Головного Інженерного училища. Реставрація Тронної Марії Федорівни проведена в 2002—2003 рр.[19]
  - Всього в Михайлівському замку тронних зал було п'ять: два — самого государя-імператора, потім государині, великого князя і спадкоємця Олександра Павловича і його брата Костянтина, який мав титул цесаревича.
- Георгіївська зала примикала до Круглої Тронної зали імператора і служив кордегардією для кавалерів Мальтійського ордену. Зала була неодноразово перебудована в XIX—XX століттях, при цьому первісний вигляд зали була загублена. Найбільш суттєві зміни відбулися в 1843 році. у 1953-1954 роках в залі проводилися реставраційні роботи, що частково реконструювали його первісний вигляд, при цьому відтворивши багато елементів історичного оздоблення. У 2007 році будівельники повністю реконструювали горищне перекриття. Роботи, проведені в рамках проекту «Економічний розвиток Санкт-Петербурга», фінансувалися Міністерством культури за участю Міжнародного банку реконструкції та розвитку.[20].
- Мармурова галерея — приміщення призначене для урочистого зібрання кавалерів мальтійського Ордену.

## 40 днів замку за Павла I

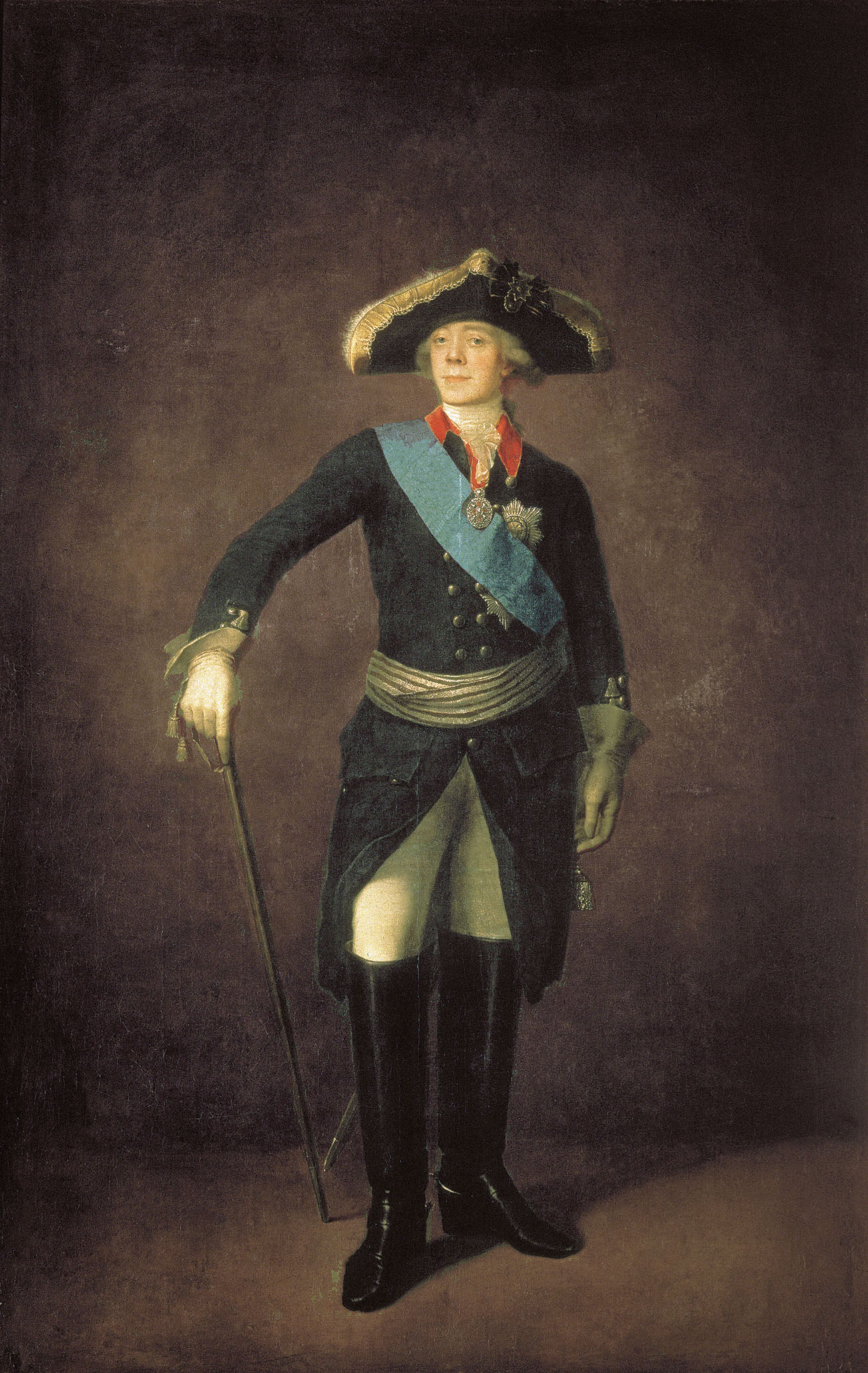
Павло на портреті роботи С. Щукіна

Павло побоювався палацових переворотів й не бажав залишатися в Зимовому палаці, вирішив побудувати собі нову безпечну резиденцію. Існує переказ, що солдатові, який стояв вночі на годиннику в Літньому палаці, з'явився юнак, оточений сяйвом, який сказав: «Іди до імператора і передай мою волю — щоб на цьому місці було споруджено храм і будинок в ім'я архістратига Михаїла».  Солдат, змінившись з поста, повідомив про подію начальству, потім імператорові. Так нібито й було прийнято рішення про будівництво нового палацу, так було дано йому ім'я — Михайлівський.
Цікаво, що за однією з сімейних легенд статський радник Данилевський, захоплюючись красою тільки що побудованого Михайлівського замку в Петербурзі, клопотав перед Павлом додати до свого прізвища «Михайлівський». Його син, Олександр Іванович Михайлівський-Данилевський, став відомим військовим істориком.
Імператор планував проводити в замку зборів та урочисті церемонії мальтійських лицарів, що знайшло своє відображення в обробці його парадних апартаментів. Єдиним парадним прийомом стала аудієнція данського міністра графу Левендалю, дана 24 лютого в Мальтійському тронному залі.
1 (13) лютого 1801 року Павло і його родина переїхали в новий палац. У день святого архангела Михаїла, о 9 годині 45 хвилин ранку Павло I, разом з членами своєї сім'ї та свитою почав церемоніальну ходу від Зимового палацу у напрямку до замку. На всьому шляху його проходження були розставлені гвардійські полки. Урочиста процесія супроводжувалася пальбою гармат і музикою полкових оркестрів. У замку государя вже чекали особи перших п'яти класів, вищі воєначальники, а також іноземні посли і міністри. Павло I переселився у Михайлівський замок, коли ще навіть не встигли просохнути стіни нової будівлі і, за свідченням очевидців, у приміщеннях «стояв такий густий туман, що незважаючи на тисячі воскових свічок, ледь мерехтівши крізь імлу, всюди панувала темрява», «всюди видно сліди вогкості і в залі, в якій висіли великі історичні картини, я бачив своїми очима, незважаючи на постійний вогонь у двох камінах, смуги льоду в дюйм товщиною і шириною в кілька долонь, що тягнулися зверху донизу по кутах». На інший день після урочистого переїзду до замку відбувся маскарад.
Останній концерт в Загальній Столовій залі відбувся 10 березня 1801 року, на якому, зокрема, виступала мадам Шевальє (яка одного разу спромоглася зачепити серце імператора тим, що вона співала в сукні кольору стін Михайлівського замку). А в ніч з 11 на 12 (24) березня 1801 року Павла було вбито у власній спальні. Після смерті Павла царська сім'я повернулася в Зимовий палац, замок втратив своє значення парадної резиденції, перейшов у відання Міністерства Імператорського двору і поступово прийшов в запустіння.
Існують легенди, пов'язані з вбивством Павла в замку: розповідають, що за кілька місяців до смерті імператора з'явилася в Петербурзі юродива (за деякими версіями — Ксенія Петербурзька), що передрекла, що жити йому стільки років, скільки букв в написи над Воскресенскими воротами нового палацу. У біблійному афоризмі «ДОМУ ТВОЄМУ ПОДОБАЕТЪ СВЯТИНЯ ГОСПОДНЯ ВЪ ДОВГОТУ ДНІВ» сорок сім символів. Сорок сьомий рік йшов Павлові, коли він був убитий. У 1901 році в нарисах, виданих до 200-річного ювілею Петербурга, В. М. Суходрев згадує про це тексті як про існуюче, те ж повторює В. Я. Курбатов в 1913 році. Надалі про напис більше не згадують, вона зникла, залишивши чорні крапки на поле фриза над Воскресенскими воротами замку (місця кріплення літер). В даний час при останній реконструкції напис відновлено.
Текст «ДОМУ ТВОЕМУ ПОДОБАЕТЪ СВЯТЫНЯ ГОСПОДНЯ ВЪ ДОЛГОТУ ДНЕЙ» являє собою видозмінену цитату з 92-го Давидового псалма: «дому твоєму належить, Господи, святиня в довготу днів». Мідні літери були виконані для Воскресенського собору Смольного Монастиря, потім перенесені на будівництво Ісаакіївського собору, а за Павла перемістилися на його резиденцію. Загадковий напис дійсно мала символічне значення у задумах імператора щодо його нового будинку, але який саме — поки достовірно відповісти неможливо. Збіг кількості букв і років, прожитих імператором, найімовірніше, спостереження, зроблене заднім числом, ніяких достовірних даних про пророкування ми не маємо.

### Привид Михайлівського замку
Інша, більш відома легенда свідчить, що привид вбитого змовниками імператора не зміг покинути місце своєї смерті. Привид царя стали бачити взвод солдатів столичного гарнізону, що перевозили військове майно, нові мешканці палацу — розводящий єфрейтор училища Лямін, і перехожі, зауважували у вікнах сяячу фігуру.
Легенда зводить появу привида Михайлівського замку до часу, безпосередньо невдовзі після загибелі тут імператора Павла I. Однак чутки про примару з'являються не раніше кінця 1840-х років.
Образ примари активно використовувався, якщо не був створений, старшими кадетами Миколаївського Інженерного училища, щл олзмістився в Михайлівському замку, для залякування молодших.
Популярність примарі приніс цікавий, але повною мірою демістифікуючу розповідь Н. С. Лєскова «Привид в Інженерному замку», метою якого було привернення уваги на дідівщину, що панувала в училищі.
У 1980-ті роки співробітники Комісії з аномальних явищ при Російському Географічному Товаристві Російської Академії Наук провели обмежене і неофіційне дослідження передбачуваної аномальної активності в будівлі. Дослідження полягало в опитуванні окремих співробітників Патентної бібліотеки (яка розташовувалася в цей час в Михайлівському замку), зйомці приміщень на плівковий фотоапарат і вимірюванні магнітного поля. Також використовувався метод, відомий як лозоходство.

### Колір стін Михайлівського замку

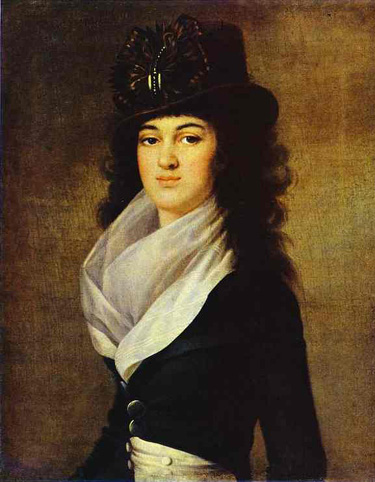
Лопухіна

Одна з легенд Михайлівського замку пов'язана з кольором його стін: згідно з однією з версій, його було обрано на честь рукавички фаворитки імператора Анни Гагаріної (Лопухіної). З іншого — це був традиційний колір мальтійського ордену. Слідом за вибором царя колір увійшов у моду, і на деякий час фасади деяких петербурзьких палаців перефарбували в той же колір.
Коли Російський музей зайнявся реставрацією палацу, стіни замку були цегляно-червоного кольору, до якого давно звикли городяни, вважаючи саме його початковим, тим більше, що він збігався з кольорами Мальтійського ордену. Проте залишки первісної фарби реставратори виявили під штукатуркою палацового фасаду, з кольором важким для визначення — рожево-гарячежовто-жовтий, що сильно відрізняється від традиційного забарвлення, що підтверджує історію про рукавичку коханки.

##### Квитки
Для дорослих — 350 руб., для дітей та студентів — 150 руб. Пільгові розцінки для громадян РФ: для дорослих — 150 руб., пільговий — 30 руб., сімейний квиток (до 4 осіб) — 250 руб, вхідний квиток на 6 відвідувань на рік — 500 руб. Фотозйомка — 200 руб. Можливий безкоштовний вхід без черги для туристів, що купили «Карту гостя Санкт-Петербурга».

## Пам'ятники
У дворі замку і перед його головним фасадом з інтервалом в 203 роки були встановлені пам'ятники двом російським імператорам.
| Пам'ятник Петру I перед головним фасадом замку | Пам'ятник Павлу I у дворі замку |

- У 1800 на площі перед замком було встановлено пам'ятник Петру І з написом «Прадіду правнук», відлитий у 1745—1747 за моделлю скульптора Карло Растреллі, зробленої ще за життя Петра I. Облицьований мармуром п'єдестал висічений архітектором Федіром Волковим. На ньому укріплені бронзові барельєфи «Полтавська баталія» і «Бій при Гангуті», створені молодими скульпторами Василем Демут-Малиновським, Іваном Теребеневим та І. Є. Моїсеєвим за керівництва Михайла Козловського.
- У 2003 році у внутрішньому дворі замку встановлено пам'ятник Павлу I роботи скульптора В. Е. Горевого, архітектор В. І. Наливайко.

## Нумізматика і Філателія

Блок марок на честь Михайлівського замку

5 липня 2017 року Банк Росії випустив в обіг пам'ятні срібні монети номіналом 25 рублів «Вінченцо Бренна» серії «Архітектурні шедеври Росії». На монеті розташовані рельєфні зображення портрета архітектора Вінченцо Бренна й Михайлівського замку у Санкт-Петербурзі.